# Flensburger Fahrzeugbau
Die FFG Flensburger Fahrzeugbau Gesellschaft mbH (FFG) ist ein deutsches Rüstungsunternehmen mit Sitz in Flensburg, das im Bereich Wehrtechnikinstandsetzung, Fahrzeugbau und Fahrzeugumrüstung tätig ist.

## Geschichte
Der Ursprung der FFG liegt in der Flensburger Schiffbau-Gesellschaft (FSG), einem 1872 gegründeten Werftunternehmen, das auch Maschinenbau betrieb. Die Bundeswehr wählte die FSG in den 1960er Jahren als Partner für die Instandsetzung von Fahrzeugen und deren Ausrüstung aus. 1963 wurde daraufhin der Fahrzeugbereich der FSG gegründet. Seitdem besteht ein Rahmenvertrag mit der Bundeswehr zur Ausrüstung und Instandsetzung von gepanzerten Rad- und Kettenfahrzeugen, den dazugehörigen Antriebseinheiten und deren Einzelteilen. 1980 wurde aus der FSG-Fahrzeugsparte die Flensburger Fahrzeugbau Gesellschaft (FFG) gegründet, die sich seither eigenständig entwickelt. FFG ist heute im wehrtechnischen Bereich auch international tätig.
Von 1987 bis 2001 gehörte FFG zur Diehl-Gruppe.
Anfang Juni 2023 schloss die Bundesregierung (Kabinett Scholz) mit FFG einen Vertrag zur Lieferung von 66 gepanzerten Fahrzeugen der MRAP-Klasse, um diese an die Ukraine weiterzugeben. Sie basierten auf dem amerikanischen Modell BATT UMG. Aus Regierungskreisen verlautete, dass Fuchs-Radpanzer des konkurrierenden Unternehmens Rheinmetall das Sechs- bis Siebenfache teurer gewesen wären als die FFG-Truppentransporter.
Seit Februar 2024 kooperiert FFG mit den Unternehmen Patria und DSL Defence Service Logistics, um der Bundeswehr den Patria 6×6 als Nachfolger des Transportpanzers Fuchs anzubieten.

## Lage des Unternehmens
Das Unternehmen befindet sich auf Grund seiner historischen Entwicklung direkt am Flensburger Hafen, in der sogenannten Alten Werft. 2013 übernahm die FFG zudem das alte Werksgelände von Danfoss in der Neustadt, das bis in die Nordstadt hinein reicht.

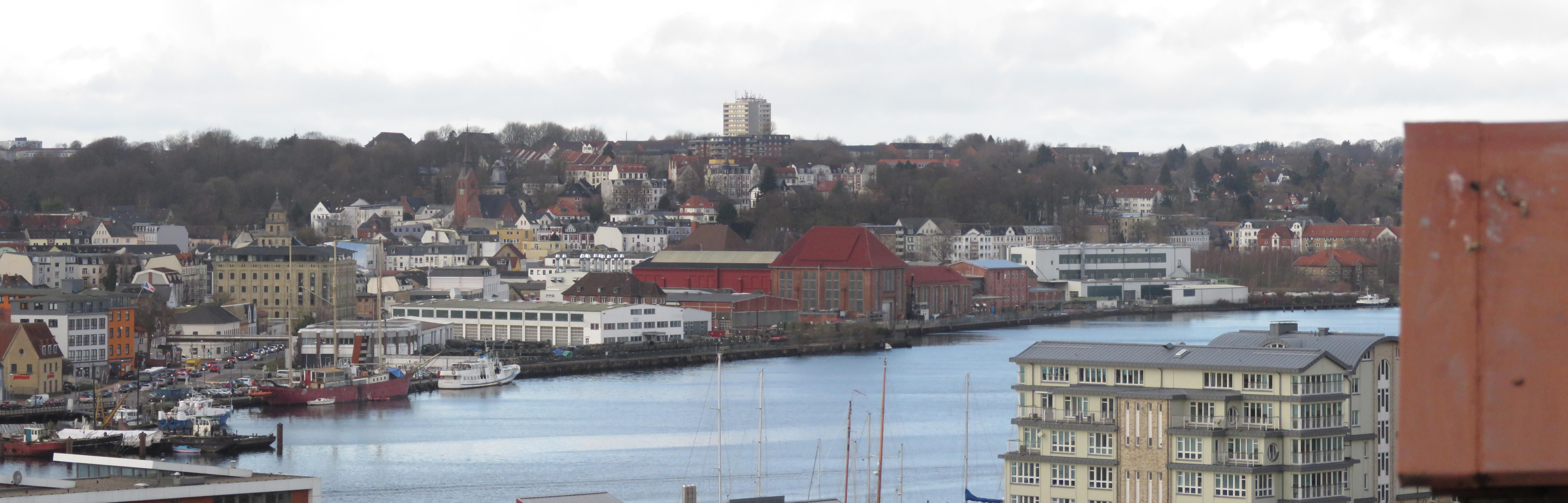
Der Bereich der Alten Werft liegt an der Kaimauer zum Hafen. (2017)

## Tätigkeitsfelder/Aufgaben
Zu den Arbeitsbereichen der FFG gehören Entwicklung, Herstellung, Umrüstung und Optimierung von gepanzerten Ketten- und Radfahrzeugen. Außerdem werden in der FFG die Reparatur und Wartung für diese Fahrzeuge getätigt. Ein weiteres Feld der FFG liegt in der Aluminiumtechnologie, von der Bearbeitung und Herstellung von CNC-Frästeilen bis hin zu Schweißkonstruktionen. Auch in den Bereichen Hydraulik, Elektrik und Oberflächentechnik ist die FFG tätig. Die FFG ist in vier Sparten unterteilt:

### WT/I Wehrtechnische Instandsetzung
WT/I ist die mitarbeiterstärkste Sparte der FFG. Die Generalüberholung und Hauptinstandsetzung erstreckt sich auf komplette Systeme sowie Haupt- und Unterbaugruppen bis hin zu Einzelteilen gepanzerter Fahrzeuge. Die Sparte WT/I hat sich in die Instandsetzung von Wehrmaterial bis hin zur Materialerhaltungsstufe 4 spezialisiert. Es werden hierbei nicht nur Baugruppen getauscht, sondern auch instand gesetzt und neue Komponenten gefertigt. Die Sparte WT/I Wehrtechnische Instandsetzung hat ihren Standort nicht nur in Flensburg. Mehr als 50 Mitarbeiter sind im Kundendienst der FFG tätig und kümmern sich weltweit als Dienstleister um Kunden und Partner der FFG.

### WT/P Wehrtechnische Programme
Die Sparte Wehrtechnische Programme befasst sich mit militärischen Fahrzeugen aller Art in der Gewichtsklasse bis ca. 40 Tonnen. Es werden Upgrade- und Modernisierungskonzepte entwickelt und Fahrzeuge modernisiert.

### WT/A Antriebstechnik
Seit der Unternehmensgründung ist die Abteilung Antriebstechnik ein fester Bestandteil der FFG. Die Sparte hat es sich zur Aufgabe gemacht, Lösungen für mobile oder stationäre Anwendungen, On- oder Offshoreapplikationen zu finden. Hierbei handelt es sich um die Neu- und Weiterentwicklung aber auch um die Instandsetzung verschiedener Motor- und Getriebevarianten, beziehungsweise kompletter Antriebslösungen. Das Leistungsspektrum im Bereich der Stahl- und Aluminiumverarbeitung reicht hierbei von der Einzelfertigung bis hin zur Konstruktion ganzer Baugruppen. Die Antriebstechnik der FFG verfügt neben einer Konstruktions- und Projektabteilung über Fertigungszentren in den Bereichen Zerspanungstechnik, Hydraulik, Elektrik und Oberflächenbehandlung.

### ST Special Technology (Sondertechnik)
Die Sparte Special Technology entstand aus der Sparte „Schwere Kettenfahrzeuge“, deren Bezeichnung sich zunächst in „Sondertechnik“ und zuletzt in Special Technology änderte. Mit dieser Sparte reagierte die FFG auf den Strukturwandel in vielen Armeen und die geänderten Ersatzanforderungen. Die Produkte reichen vom Bergepanzer (ARV) mit einem 30 Tonnen Kranarm über den Pionierpanzer (AEV) mit Knickarmbagger bis hin zum Minenräumpanzer (MC). Letzterer verfügt über einen Minenräumpflug für taktisches Minenräumen.

## Tochtergesellschaften

### FFG Canada
FFG Canada Ltd. ist ein im Februar 2012 gegründetes Joint Venture von FFG und der kanadischen Industrial Rubber Company Ltd., das unter anderem Arbeiten für das kanadische WiSENT 2 AEV Projekt auf Leopard 2-Basis ausführt. FFG Canada ist in Bathurst, New Brunswick ansässig.

### FFG Umwelttechnik
Zum 1. Januar 2017 löste sich die Sparte Umwelttechnik aus dem Unternehmensverbund der FFG Flensburger Fahrzeugbau Gesellschaft mbH heraus und firmiert seitdem unter dem Namen FFG Umwelttechnik GmbH & Co. KG. Die FFG UT hat sich auf den Bau von Saug- und Spülfahrzeugen spezialisiert.

### JWT Jungenthal Wehrtechnik
Das in Kirchen ansässige Unternehmen ist seit 2007 eine Tochtergesellschaft der FFG. Die JWT ging aus der 1885 gegründeten Arnold Jung Lokomotivfabrik hervor. Die JWT hat sich auf den Bau von Wannen und bergetechnischen Einrichtungen für gepanzerte Fahrzeuge spezialisiert und umfasst ein Fertigungsspektrum von der Neufertigung bis hin zur Instandsetzung von Baugruppen für Bergeeinrichtungen, Bremsanlagen, Tanks und Laufwerke.

### Rexxon
Rexxon entwickelt und fertigt Klimasysteme für Schienenfahrzeuge und militärische Anwendungen. Rexxon ist ebenfalls auf dem ehemaligen Danfoss Gelände in der Nordstadt ansässig.

### FTN Fahrzeugtechnik Nord
FTN produziert und vermietet seit 2006 Rad- und Sonderfahrzeuge und mobile Brücken. Seit 2012 arbeitet das Unternehmen unter dem Namen FTN Fahrzeugtechnik Nord GmbH.